# 宗像市立河東中学校
宗像市立河東中学校（むなかたしりつ　かとうちゅうがっこう）は、福岡県宗像市城西ヶ丘にある公立中学校。
宗像市立河東小学校および宗像市立河東西小学校と小中一貫教育を行っている。学園名は「かとう学園」。

## 概要
歴史
- 1986年（昭和61年）に開校。2016年（平成28年）に創立30周年を迎えた。

校訓
- 「自学・誠実・健康」

## 沿革
- 1986年（昭和61年）4月1日 - 宗像市立中央中学校から分離する形で「宗像市立河東中学校」が開校。
- 1999年（平成11年）- 養護学級を設置。
- 2008年（平成20年）- 自校式学校給食を開始。
- 2009年（平成21年）- 小中一貫教育準備校の指定を受ける。
- 2013年（平成25年）- 電子黒板を導入。
- 2014年（平成26年）- 小中一貫教育推進校の指定を受ける。